# Polstolp
Polstolp ali odprti stolp (nemško: Schalenturm, Halbschalenturm ali Schanzturm) je utrjen kamnit stolp v zunanjem zidu ali grajskem obzidju, ki je odprt ali pa le na pol zgrajen na zadnji strani. Stolpi te vrste so pogosto v mestnih obzidjih. Tudi mestna vrata so lahko zgrajena kot polstolp.

## Opis
V primerjavi z zaprtimi stolpi, ki so popolnoma zaprti z zidovi, so polstolpi odprti na notranji strani, običajno obrnjeni proti mestu ali notranjosti dvorišča gradu. Na tej strani je na posameznih nadstropjih zgrajena lesena ograja, da so ljudje ali predmeti zavarovani pred padcem. Včasih je bila odprta stran zaprta z leseno oblogo ali šibkejšo leseno steno. Stolpi, ki so popolnoma odprti na vrhu in na zadnji strani, se lahko imenujejo odprti stolpi, medtem ko odprte samo na nižjih nadstropjih (zgornje nadstropje ima zid in je pokrito) lahko opišemo kot "delno odprt stolp".
Večina polstolpov ima polkrožni tloris, nekateri pa imajo tudi pravokotnega.

## Stolpi
Polokrogli polodprti stolpi:
- Bergerschanzturm v  Aachnu, Nemčija
- Endingerturm v Rapperswilu, Švica
- Haldenturm v Rapperswilu
- Karlsturm v Aachnu
- Schildturm v Aachnu
- Wehrturm am Gänsbühl v Ravensburgu, Nemčija

Mestni ali stolpi v mestnem obzidju:
- Dinkelsbühl, Nemčija
- Bad Hersfeld, Nemčija
- Einbeck, Nemčija
- Fribourg, Üechtland, Švica

- Bitzenturm, Ahrweiler
- Dinkelsbühl
- Ravensburg
- Sisteron (južna Francija)

Pravokotni polstolpi:
- Krichelenturm v Aachnu
- Schänzchen  v Aachnu
- Porte d'Orange v Carpentrasu, Francija

Stolpi v mestnem obzidju:
- Payerne, Švica
- Ston, Hrvaška
- Głogów, Poljska
- Avignon in Aigues-Mortes (ilustracija)

- Payerne
- Ston
- Głogów
- Avignon, Aigues-Mortes